# 市川小團次 (5代目)
五代目 市川 小團次（いちかわ こだんじ、1850年9月23日（嘉永3年8月18日） - 1922年（大正11年）5月6日）は、明治期の歌舞伎役者。本名は須原 清助、屋号は高島屋、俳名は升若、米升。
名優4代目市川小團次の子。父の意見により初代花柳壽助（後の初世花柳壽輔）門で舞踊家になるべく修行していたが、父の亡くなった翌年の慶応3年(1867年)7月、市村座で市川子團次と名乗り初舞台を踏んだ。明治12年(1878年)6月新富座「松栄千代田神徳」で父の名跡である小團次を襲名する。清助の小團次襲名はデビュー時に既に決められていたが、これは養母お琴の意向によるものであったという。初代市川左團次が明治26年(1893年)に明治座を作った以降は兄と行動を共にした。
初代左團次没後は甥に当たる二代目市川左團次を支える一座の長老的立場となり、左團次の欧州留学時には明治座の座頭を一時的に務めた。
大正時代は左團次一座に所属して歌舞伎座等にも客演していた。
大正10年(1921年)に実子の二代目米升に先立たれると落ち込み翌年の5月、出演予定の本郷座の稽古中に倒れて6日に死去した。
「籠釣瓶」の冶六、「壺坂霊験記」の沢市、「沼津」の平作、「新版歌祭文・野崎村」の久作の世話物の役のほか、「倭仮名在原系図」の蘭平などの舞踊を生かした役もよくした。小柄な体格から「ちい高屋」の渾名（あだな）で呼ばれた。
子に二代目市川米升、孫が戦後まで活躍した三代目市川子團次である。